# Georges Labit
Pour les articles homonymes, voir Labit.
Georges Labit (le t se prononce), né le 12 février 1862 à Toulouse et mort le 9 février 1899 dans la même ville, est un commerçant, voyageur et collectionneur français. Les objets qu'il a réunis au cours de ses voyages sont, après sa mort, cédés par son père, Antoine Labit, à la ville de Toulouse, permettant l'ouverture du musée Georges-Labit.

## Enfance, formation et mise sous tutelle (1862-1883)

### Famille
Fils d'Antoine Labit, riche entrepreneur de Toulouse, et Marie Claué, fille aisée originaire d'Agen, Louis-Victor-Georges Labit passe son enfance à Toulouse. Son frère, Louis, naît le 29 septembre 1867. Lorsqu'il a huit ans, en 1869, sa mère meurt de la phtisie. En février 1872, Antoine Labit se remarie avec Hélène Claué, la sœur de Marie. Ils ont une fille ensemble, Marguerite, née le 31 décembre 1879. Georges étudie au collège Sainte-Marie puis au lycée de garçons de Toulouse (actuel Lycée Pierre-de-Fermat). (D'après l'ouvrage "De terres en terres", de O. Laulhere et S. Leprun, Georges aurait étudié au Caousou, qui n'a ouvert ses portes qu'en 1874.)

### Vie parisienne
Il entre le 1er décembre 1879 à l'École supérieure de commerce de Paris. D'abord décontenancé par le multiculturalisme de l'école, il s'adapte rapidement et excelle particulièrement en histoire, géographie et en allemand. Il émet le souhait, dans sa correspondance avec sa famille, de partir étudier à l'étranger. Il apprécie particulièrement à Paris de pouvoir observer les gens. Durant ses années d'études, il contracte des dettes, probablement liées aux courses hippiques ; son père décide alors de le placer sous tutelle financière, privant ainsi Georges de toute indépendance économique pour le reste de sa vie.

## Premiers voyages (1884-1893)

### Vienne
Georges Labit arrive à Vienne en novembre 1884. Son séjour dure environ trois ans, entrecoupé de voyages d'affaire à Cologne, Bruxelles, Amsterdam ou Venise. Il est séduit par la liberté de mœurs et d'opinions qui y règne. Il fréquente les concerts classiques, cafés-chantants, bals. Il rentre pour Toulouse en mars 1886, en passant par Munich, Stuttgart, Strasbourg et Nancy.

### 1888: Scandinavie
Labit part en août 1888 pour la Scandinavie, mandatée par la société de géographie de Toulouse pour étudier les Lapons. Partant du Havre, il arrive trois jours plus tard au fjord d'Oslo.

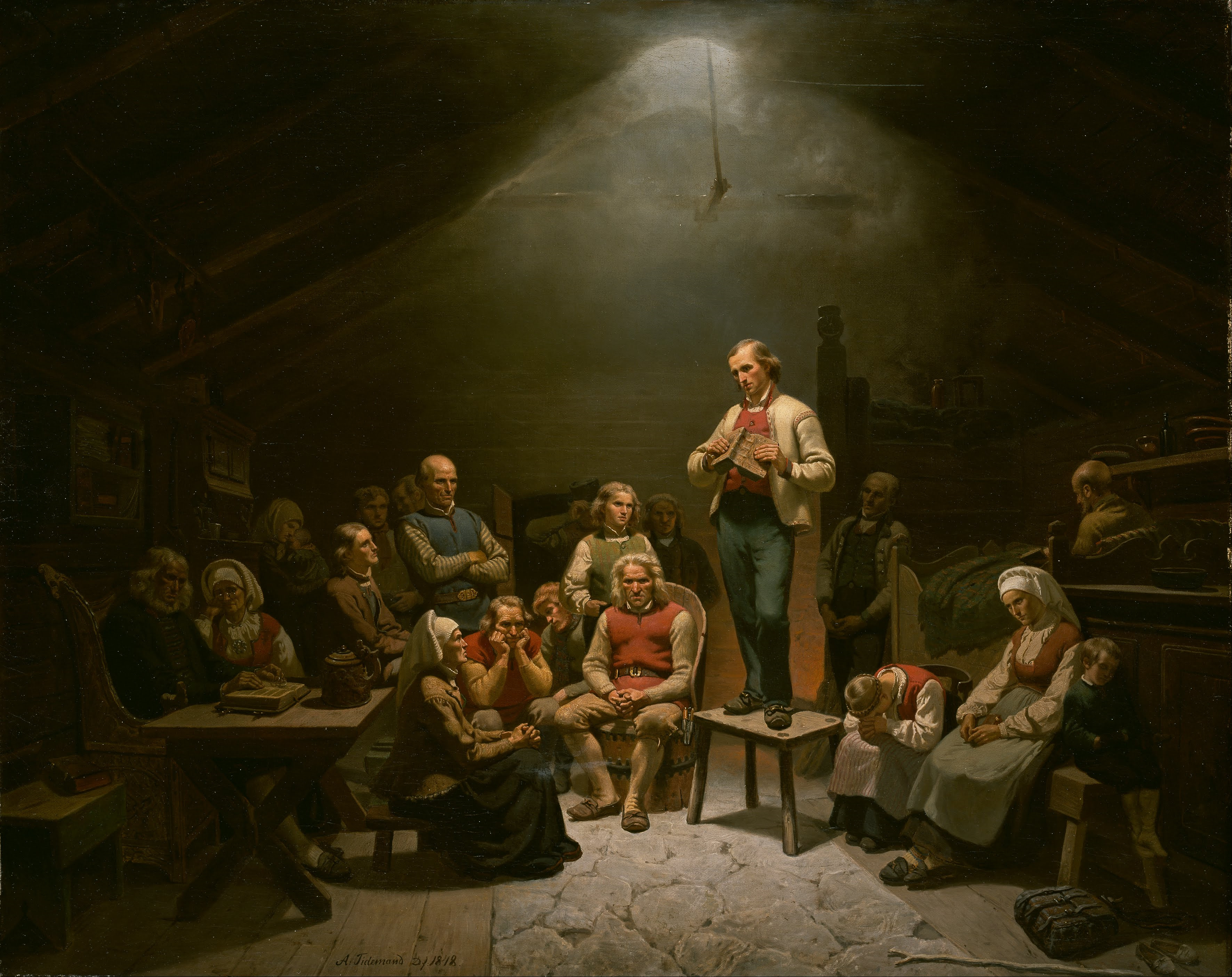
Dévotion à l'Église, Adolph Tidemand, Galerie nationale d'Oslo.
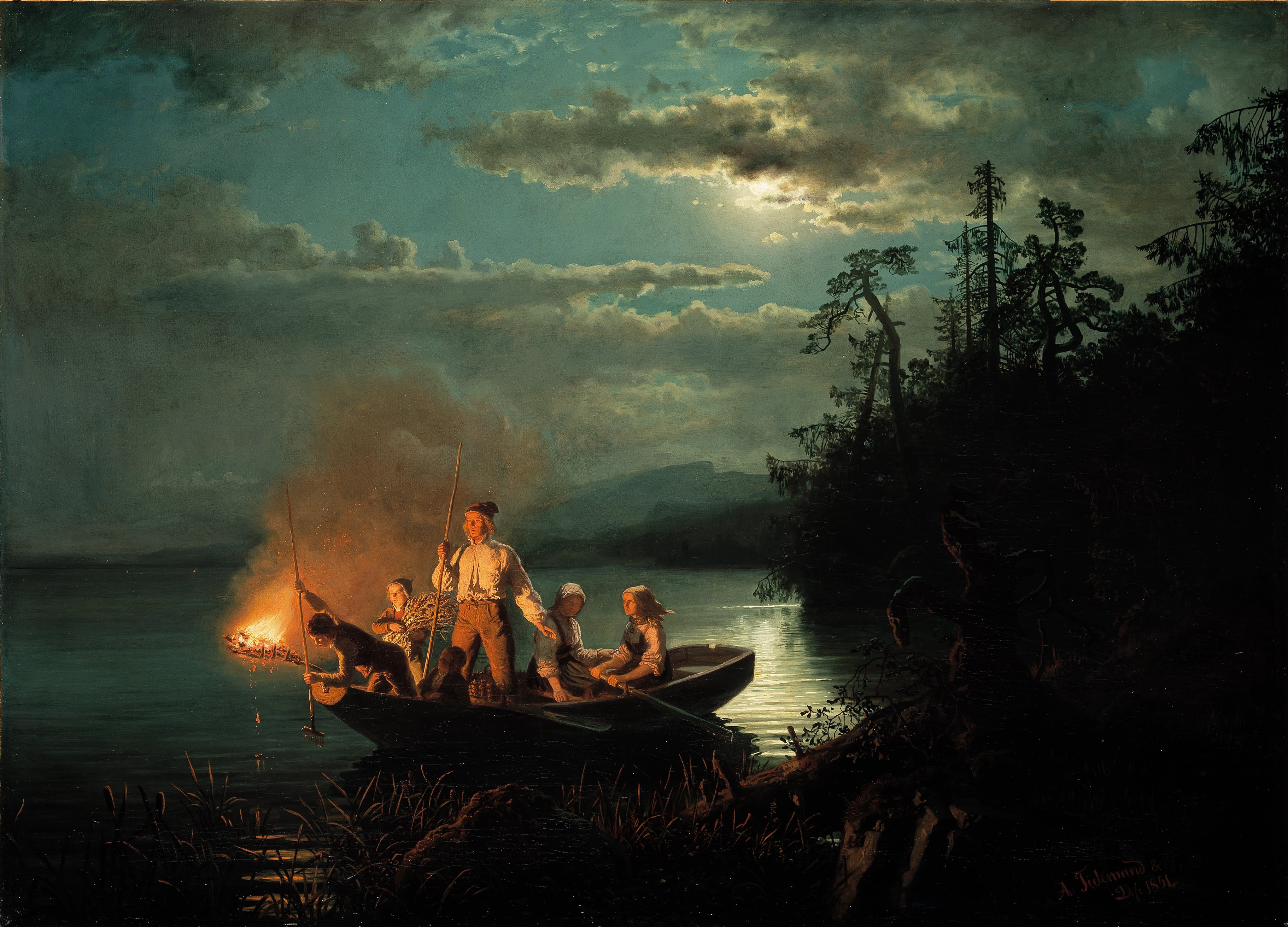
Pêcher au harpon, Adolph Tidemand, Galerie nationale d'Oslo.
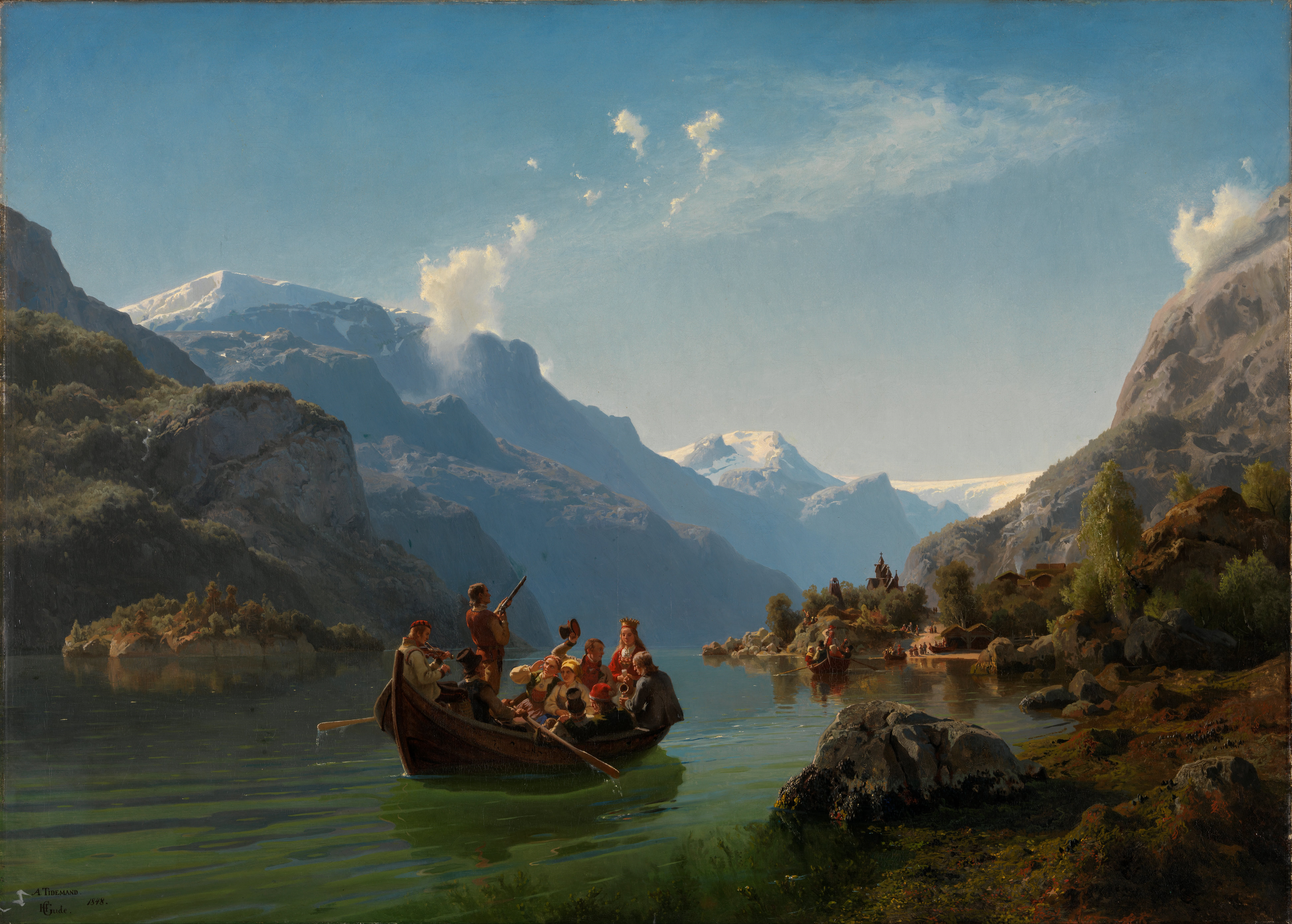
Traversée nuptiale à Hardanger, Adolph Tidemand, Galerie nationale d'Oslo.

Pendant son voyage en Scandinavie, Labit étudie le peuple des Lapons. Il s’intéresse beaucoup au nomadisme de ce peuple et à ses origines ethniques. Parmi les théories présentes à l’époque, Labit considère que la plus probante est celle qui dit « le lapon issue de la race touranienne, car il y a un grand rapport entre eux et les Gitanos, Tziganes et Gypsies ».
Georges Labit part étudier le peuple lapon dans son pays, mais il faut savoir que, depuis 1878, sont présents au Jardin d’acclimatation plusieurs représentants de ce peuple. Labit n'est pas à l'unisson de ce déracinement de ces peuples considérés comme sauvages par le monde scientifique étable de son époque. Labit critique ainsi : « le Lapon ne mérite pas l'exhibition dont il est l'objet dans quelques jardins d'acclimatations. […] Si le nord de la Scandinavie était plus fréquenté, on […] adorerait ses mœurs hospitalières et désintéressées qui, à mon avis, le mettent au-dessus de beaucoup d'habitants de certaines contrées dites civilisées ».

### 1889: Japon et Extrême-Orient

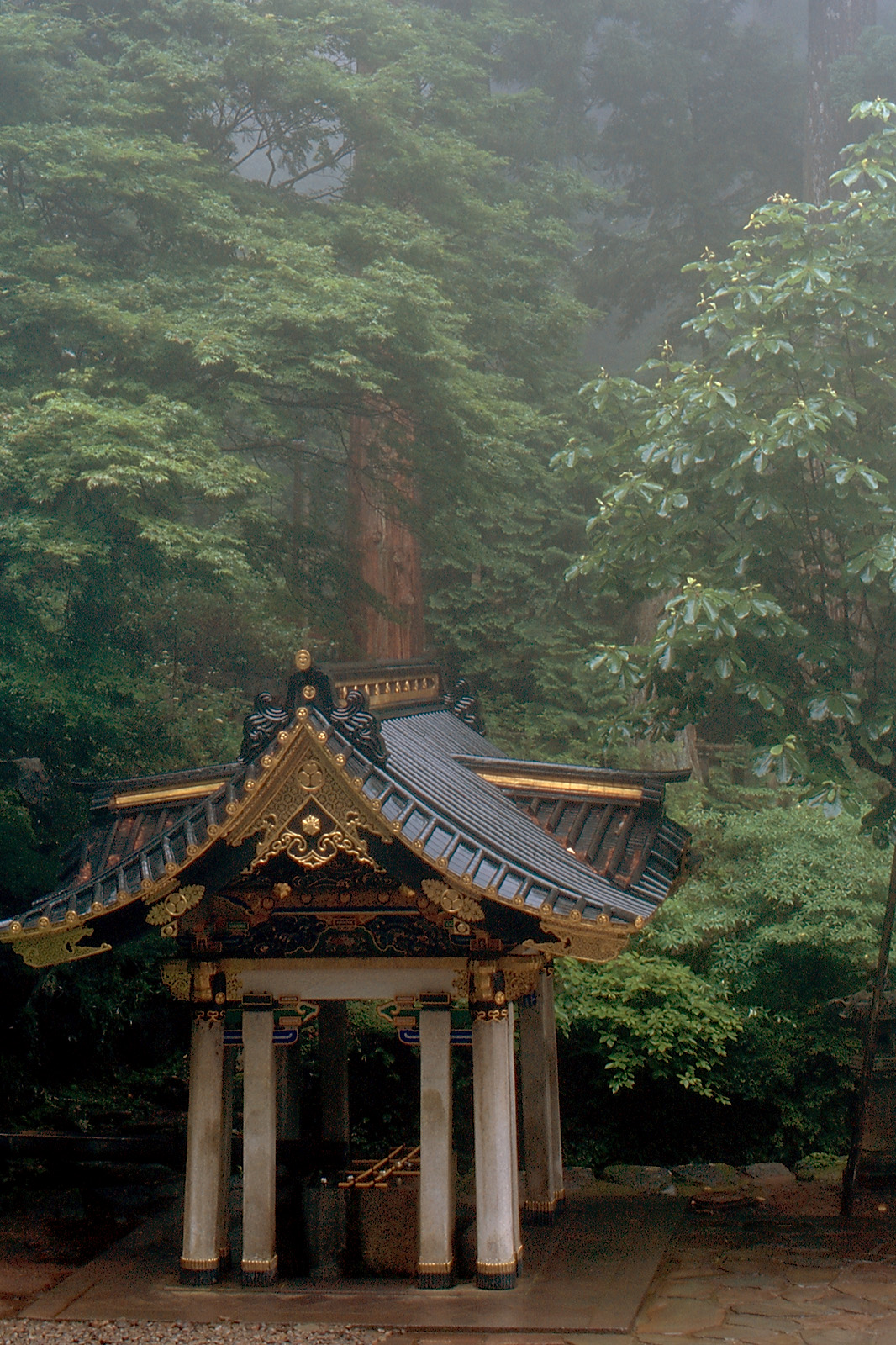
Aux sanctuaires et temples de Nikkō : L'âme humaine se snet à la fois élevée et écrasée. On reste stupédfait devant ces accumulations de laque, ces toitures colossales et cet encadrement merveilleux d'arbres éternellement en deuil..

Sa première escale est Kobé, qu'il quitte rapidement pour visiter Hiogo et Akashi. Puis il se rend à Yokohama où il achète de nombreux objets qui constitueront ensuite les collections de son musée : robes de daïmios, gardes de  sabres, porcelaine de Kyoto, livres illustrés, et il fréquente assidûment les théâtres.  
Il est ensuite invité à Tokyo par Prosper Fouque, correspondant de la société de géographie de Toulouse. Il se rend au Shiro, à Asakusa, autour d'Ueno et au Yoshiwara. Il rejoint ensuite Nikko, en prenant le train pour Utsunomiya puis en traversant la campagne japonaise en jinrikisha. Il visite ensuite les alentours en kago.
Pour la fin de son voyage au Japon, il se rend à Kamakura pour admirer le grand Bouddha, puis à Enoshima et quitte le Japon pour la Chine par le port de Nagasaki. Il est probable qu'il soit aussi passé par l'Indochine, car il avait en sa possession des lettres de recommandation d'Ernest Constans destinées à des personnalités de Hanoi.
Le voyage de Georges Labit au Japon a lieu durant une époque de changement. Le Japon est en train de s'ouvrir aux pratiques occidentales. Dans l'objectif de garder une trace de ce qui a été, Labit ramène donc beaucoup de photographies et d'objets décrivant un Japon en train de disparaitre. Ces achats se font dans le cadre d'un Romantisme de fin de siècle. 
Il rentre à Toulouse en septembre 1889, puis y organise une exposition sur les objets qu'il ramène de ses voyages, certains destinés à sa collection personnelle, d'autres à être vendus à la Maison Universelle.

### 1890: Autour de la Méditerranée

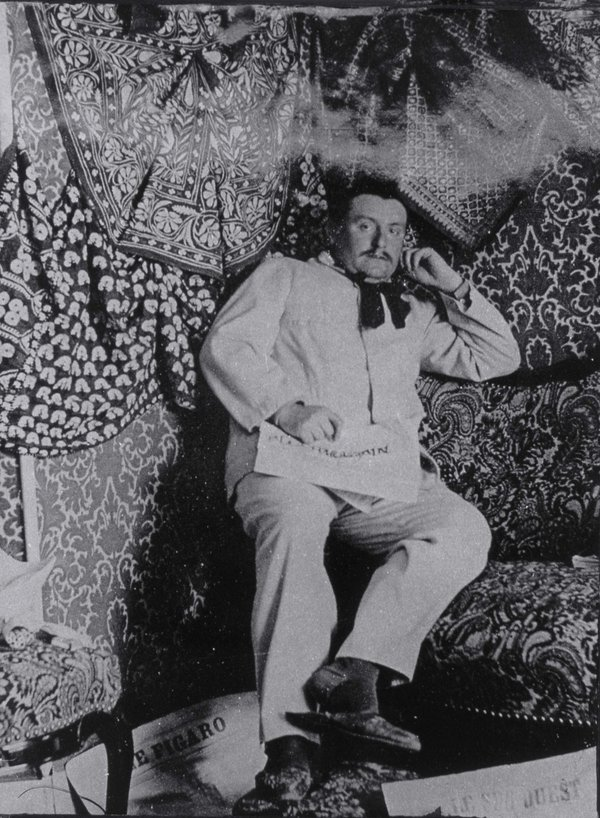
Georges Labit à Alger. Photographie conservée au musée Georges-Labit.

Il séjourne de nombreuses fois en Afrique du Nord pour approvisionner la Maison Universelle, notamment en Algérie. Puis, il rentre en Europe en passant par l'Espagne.
D'Algérie, Labit ramène de nombreuses photos de personnes. Les choix conscients de Labit lui permettent de fournir du matériel à la fois anthropologique et artistique. Labit photographie les indigènes tel qu'ils sont, mais en leur faisant prendre des poses qu'il choisit lui-même.
Il visite l'Andalousie en avril 1890 et parcourt les villes de Séville, Cadix, Grenade et Madrid. Sur la route du retour vers, il passe par Salamanque, Médina del Campo et Burgos.

### 1891: la Bretagne
En septembre 1891, il décide de partir explorer l'Europe du Nord et commence par visiter la Bretagne.

## Fondation du musée et funérailles du tzar Alexandre III (1893-1894)

### Voyage d'étude (1894)
Il part le 21 février 1894 pour un voyage d'étude à travers les collections publiques et privées d'Europe afin d'en apprendre plus sur la manière de gérer son musée. Il part pour Nice qui selon lui « n'est plus une ville italienne, encore moins une ville française, c'est une ville un peu anglaise et très allemande ».
Sa première escale italienne est Gênes, où il visite le Palazzo Rosso, le Palazzo Bianco, le Palazzo Doria-Spinola et le cimetière monumental de Staglieno. Puis il fait escale à Pise et poursuit vers Florence, où il visite la Galerie des Offices, le musée archéologique national, le couvent San Marco, le musée de l'Œuvre de Santa Croce, la Galerie Pitti... Il poursuit son voyage vers Rome où il assiste à un attentat, piazza di Montecitorio. Il y visite la Scala Santa, le temple de Vesta, la chapelle des Capucins, la catacombe de Saint-Calixte, la basilique de la Minerve, le Colisée, le Panthéon... Les musées, que ce soit celui du Capitole ou le palais du Latran, lui déplaisent au plan muséographique.

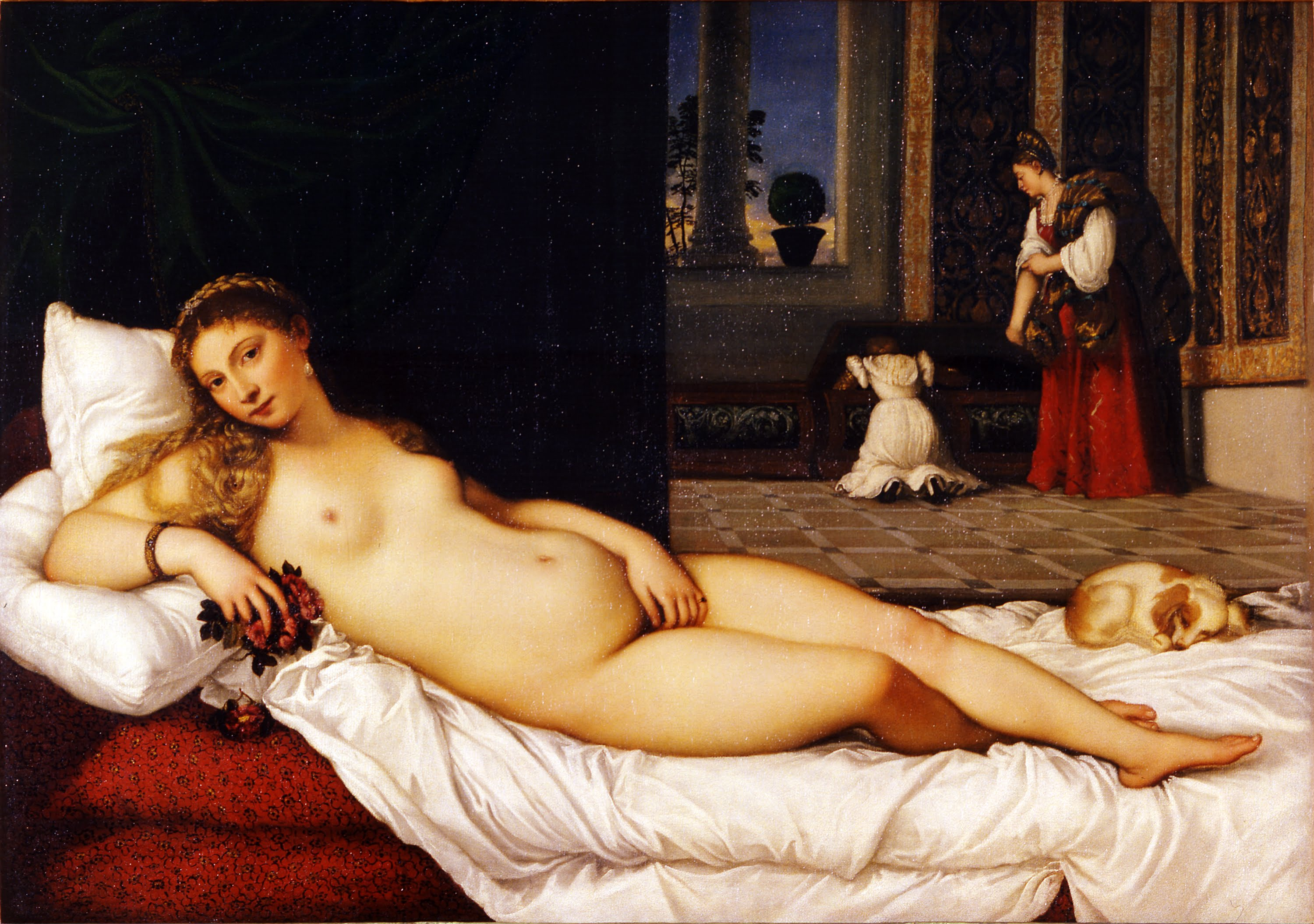
Vénus d'Urbin de Titien que Georges Labit admire à la galerie des Offices : « Si j'avais le choix entre la plus belle des créatures vivantes et la femme peinte du Titien que hier encore je revoyais dans la salle de la Tribune, aux Uffizi de Florence, je prendrais la femme peinte du Titien »[9].
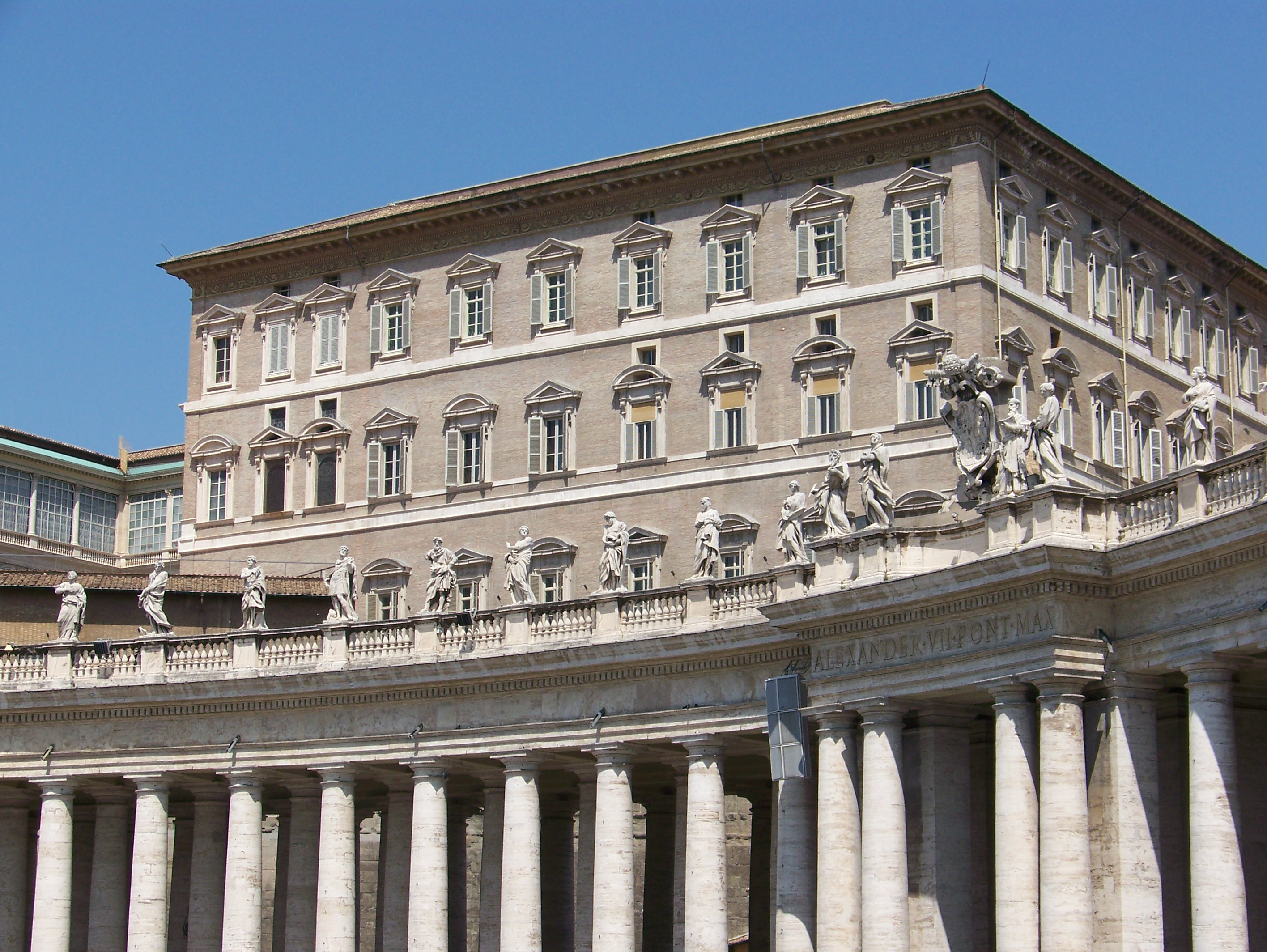
Le Palais du Vatican, « un  ensemble de constructions irrégulières, d'un aspect laid et vulgaire, sans aucune uniformité de style »[10].
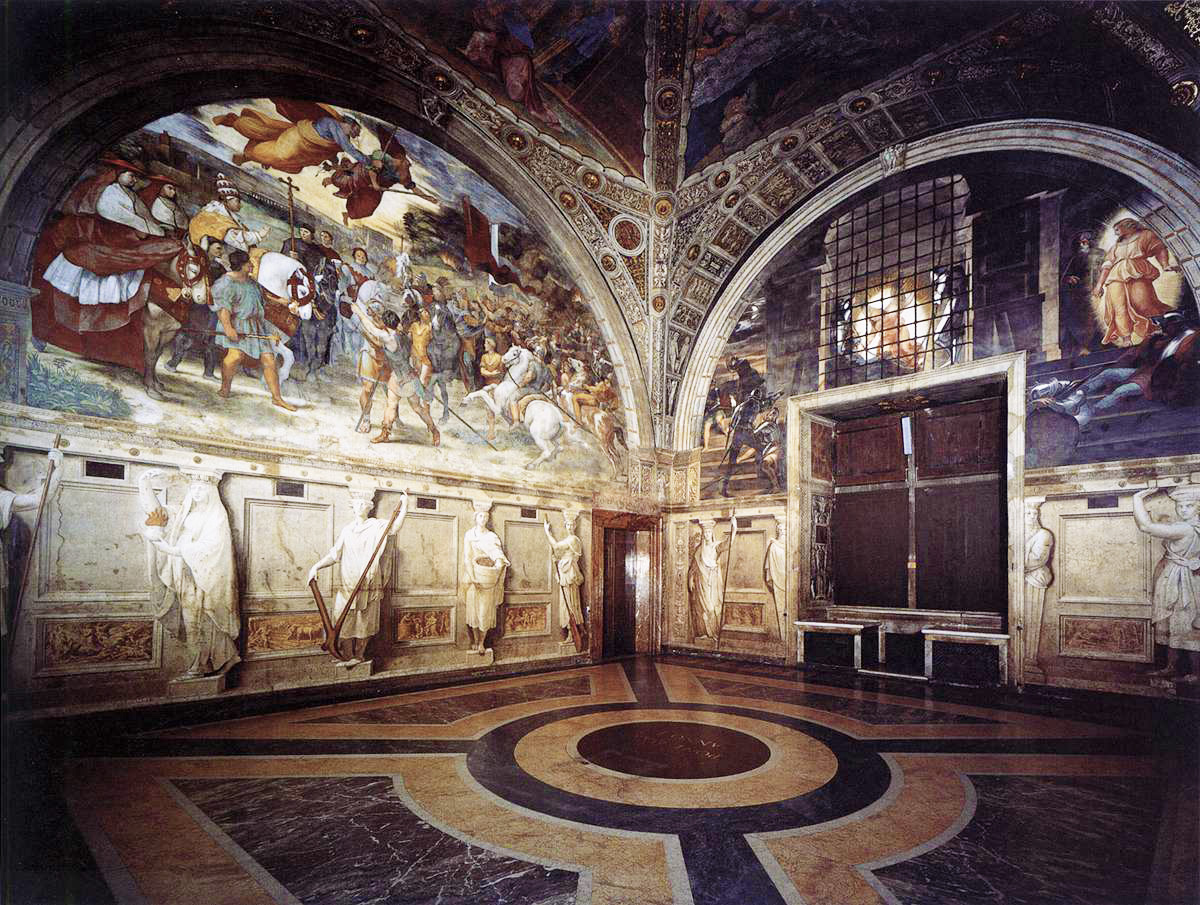
La chambre d'Héliodore, œuvre de Raphaël préférée de Georges Labit.

## Retour à Toulouse (1895-1899)
Contrairement à Vienne, carrefour de cultures qui l'a ébloui, Georges Labit n'aime pas Toulouse, cette ville "petite-bourgeoise". Sa famille y fait l'objet d'une grande réussite au niveau commercial et matériel, mais lui ne s'y plait pas. Dans une lettre à sa tante, il explique n'avoir eu "ni bons souvenirs, ni amis" de son passage au Caousou. Toujours dans sa correspondance avec sa tante, il ajoute que "ce n'est pas sur les bords de la Garonne qu'il faut chercher les idées larges". Georges ne supporte de revenir à Toulouse que grâce à sa famille. Famille élargie, puisque pendant plusieurs années, Georges fréquente une très jeune femme, Angèle Sicard. Leur relation commence alors qu'il n'a lui-même que vingt ans. Angèle l’accompagne parfois lors de ses voyages, comme en Suisse en 1886.
Georges Labit meurt le 9 février 1899 après plusieurs jours d'agonie. La cause exacte de sa mort n'est pas connue. Cependant, la presse de l'époque parle de mort violente. Ce secret fait écho à plusieurs mystères au sujet de la vie de Georges Labit. Son père a d'ailleurs détruit beaucoup de documents écrits au sujet de la famille Labit, après la mort de Georges. Ce décès intervient peu de jours avant ses noces avec Louise M., une jeune fille originaire des Hautes-Pyrénées rencontrée récemment. En janvier 1899, Angèle Sicard entre au couvent des sœurs dominicaines de la Sainte-Baume, près de Marseille, puis au couvent de Montferrand, près de Besançon.